# 万柴坑
万柴坑是位于中国广东省广州市从化区太平镇的一个自然村。属格塘村管辖。清咸丰年间建村。2015年时，户籍人口131人。